# Vréa Litama
Vréa Litama este o comună din departamentul Maghama, Regiunea Gorgol, Mauritania, cu o populație de 2.319 locuitori.